# پینون (آریزونا)
پینون (به انگلیسی: Pinon) یک حوزه سرشماری در ایالات متحده آمریکا است که در شهرستان ناواهو، آریزونا واقع شده‌است. پینون ۱۶٫۸۲ کیلومتر مربع مساحت و ۴٬۲۸۲ نفر جمعیت دارد و ۱٬۹۳۵ متر بالاتر از سطح دریا واقع شده‌است.